# Cambra de Diputats (França)

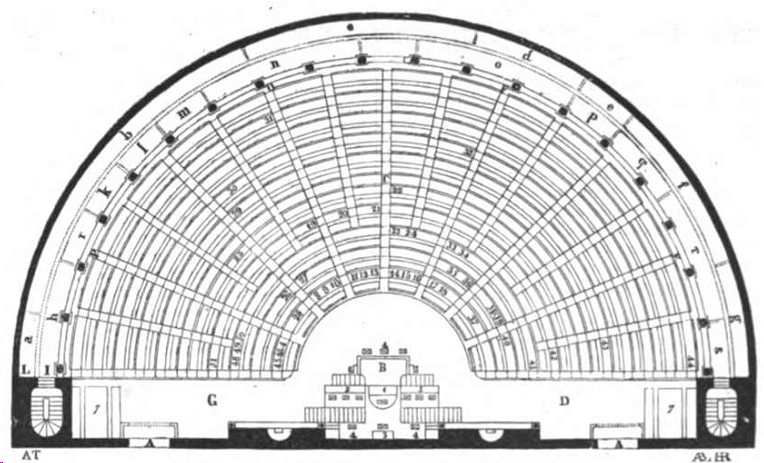
Plànol de la sala de conferències de la Cambra dels Diputats

La Cambra de Diputats (la Chambre des députés) fou el nom donat a alguns cossos parlamentaris de França durant els segles XIX i XX:
- En 1814–1848 durant la restauració francesa i la Monarquia de Juliol, la Cambra de Diputats era la Cambra baixa del Parlament francès, elegida per sufragi censitari.
- 1875–1940 durant la Tercera República Francesa, la Cambra de Diputats era l'Assemblea legislativa del Parlament francès, escollida per sufragi universal. Quan es reunia amb el Senat francès a Versalles, el Parlament francès era anomenat Assemblea Nacional (Assemblée nationale) i s'encarregava de l'elecció del President de la República Francesa.

Estrictament parlant, députés es tradueix com a delegats, però la paraula ha estat traduïda del seu cognat etimològic «diputat». En anglès, la paraula equivalent "deputy" és "adjunt" en francès.

## Durant la Restauració borbònica
Creada pel Carta de 1814 i substituint el Corps législatif que va existir sota el Primer Imperi Francès, la Cambra de Diputats es componia d'individus elegits per sufragi censatari. El seu paper era discutir les lleis i, sobretot, votar els impostos. D'acord amb la Carta, els diputats eren elegits per cinc anys, renovant-se cada any una cinquena part. Els diputats havien de tenir 40 anys i pagar 1.000 francs en contribucions directes.
Els ministres del govern podrien ser elegits entre els diputats, i això va donar va donar als governs de la restauració un caràcter parlamentari i liberal, tot i que lleuger i menor.
Durant els Cent Dies (les Cent jour) de retorn de Napoleó I en 1815, sota els termes de la Llei Addicional a les Constitucions de l'Imperi, la Cambra de Diputats va ser reemplaçada breument per una Cambra de Representants (Chambre des représentants). Aquest cos es va dissoldre a l'entrada de les tropes de la coalició a París el 7 de juliol.
Per al període 1815-1816, la (llavors) cambra Ultrareialista era coneguda com a Chambre introuvable.

## Durant la Monarquia de Juliol

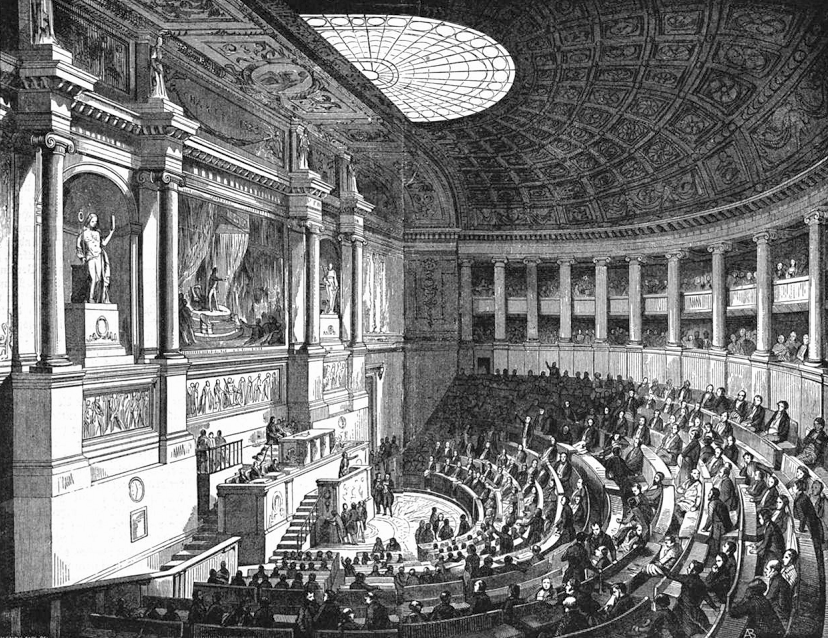
Sala de conferències de la Cambra de Diputats, 1843

La Cambra de Diputats va ser escollida per sufragi censatari d'acord amb la Carta de 1830. La vida política de la Monarquia de Juliol era definida per la divisió dins de la Cambra de Diputats entre el moviment progressista (que considerava la Carta com un punt de partida) i l'ala conservadora (que va rebutjar les modificacions posteriors). Encara que les dues parts negociaren els poders en les etapes inicials, en 1840 els membres conservadors de François Guizot en van prendre el control.
En 1830 els diputats eren escollits per cinc anys. Havien de tenir 30 anys i pagar 500 francs en contribucions directes. El rei convocava la cambra cada any i tenia el poder d'estendre la sessió parlamentària o de dissoldre la cambra, encara que en aquest darrer cas havia de convocar una nova cambra en els propers tres mesos.

## Tercera República
La Cambra de Diputats era elegida pel sistema electoral majoritari en escrutini de districte per un mandat de quatre anys (entre 520 i 600 diputats). El mode d'elecció fou modificant sovint:
- En 1885, els diputats eren elegits pel "sistema de llista majoritària al departament. L'escrutini uninominal fou restaurat per la Llei de 13 febrer 1889.
- La Llei de 12 juliol 1919 estableix un sistema de llista proporcional amb una molt forta prima a la majoria. Les eleccions de novembre de 1919 i 1924 es van dur a terme en virtut d'aquest sistema; però a les eleccions de 1928 es va restaurar l'escrutini uninominal.

Hi ha hagut 17 legislatures en els que es va consolidar el sistema parlamentari francès. Els dos hemicicles eren marcats per debats agitats per hàbils oradors com Léon Gambetta, Jules Ferry, Georges Clemenceau o Jean Jaurès. Durant molt temps la noció de partit polític era absent de l'organització parlamentària (els primers grups polítics es formaren a finals del segle xix), però la varietat heterogènia de republicans va provocar una profunda inestabilitat governamental recurrent.
Els advocats representaven una part significativa dels efectius de la Cambra. Així, en 1924 el Cartell d'Esquerra hi havia 140 advocats i 9 professors de dret. En 1936, sota el Front Popular, comptava amb 110 advocats i 8 professors de dret.
És a partir de la Tercera República quan es paga compensació als per als parlamentaris, cosa que no es feia en els règims anteriors a França. Era motivada pel fet que tots els ciutadans, àdhuc els més modestos, havien d'elegir representant, i calia donar-los un ingrés substancial, sinó les assemblees serien ocupades només per notables o rendistes. L'1 de gener de 1938 l'import d'aquesta indemnització parlamentària era de 82.500 francs a l'any.